# Castell de Solterra
El Castell de Solterra era un castell situat a la muntanya de Sant Miquel de Solterra, actualment al municipi de Sant Hilari Sacalm, a la comarca de la Selva, a Catalunya. Tot i que va deixar de tenir un ús militar a partir del segle xiii, segurament la capella va mantenir la seva activitat posteriorment, ja que fins al 1910 es va mantenir dempeus. Actualment només queda la base d'una torre circular, damunt la qual s'alça ara la creu de ferro de les Guilleries, i un tros de mur de la capella esmentada, que està dedicada a sant Miquel.

## Descripció
Les restes del Castell de Solterra, de l'ermita de Sant Miquel de les Formigues i la Creu de Sant Miquel de les Formigues, es troben en el cim més elevat de les Guilleries, amb 1.204 m. S'hi arriba prenent el trencall esquerre de la pista St.Hilari-Sta.Coloma, (cal deixar el trencall de Villavecchia a l'esquerra). Cal seguir els indicadors. El tram final s'ha de fer a peu.
Al cim, destaquen les restes de l'antic castell de Solterra, del qual en destaca la base d'una torre circular. També hi ha restes de murs.
També hi ha restes de la capella de Sant Miquel de Solterra, (en resten alguns carreus de la base de les parets).
Destaca sobretot, però, la Creu de les Guilleries o de Sant Miquel, construïda sobre les restes de la torre del castell de Solterra, la creu s'assenta sobre una peana de pedra. És una gran creu de ferro forjat, pintada de color vermell, amb tres formigues també de ferro a la base, la central de color vermell i les dues del costat de color blanc.

## Antecedents
Després de la conquesta de Carlemany (732 -826), el territori de l'actual Catalunya va quedar partida en dos; d'una banda, al sud, hi havia els musulmans, mentre que al nord, els cristians. Tot i que els pactes i els tributs eren freqüents, els conflictes bèl·lics també hi eren presents, motiu pel qual a tota la geografia catalana va proliferar la construcció de castells i d'altres instal·lacions defensives.
Al nord, doncs, els francs van dividir el territori en comtats, estructurats de manera que propiciaven la concentració de la força en poques mans; d'aquesta manera el poder no l'ostentava només una persona, però els senyors tenien prou força per defensar-se dels musulmans. Per sota dels comtes hi havia tot un seguit de senyors i d'altres figures, que retien homenatge al seu comte, prometent lleialtat a canvi de defensa del territori. És en aquest context que es va edificar el Castell de Solterra.

## Història
No sabem del cert quin any es va construir el Castell de Solterra, però el trobem documentat ja des de l'any 929, essent un domini directe dels comtes de Barcelona. Durant el segle x era el centre d'un important terme feudal, senyoreja pel vicari Sal·la, que morí cap al 970, i el seu fill Isarn, esmentat per primera vegada quan aquest llegà al monestir de Sant Benet de Bages tots els alous que tenia al terme, que comprenia els actuals termes de Sant Hilari i Osor. El 993 els comtes Ramon Borrell i Ermessenda vengueren al prevere Sanç la majoria dels alous de la vall d'Osor, amb independència del castell de Solterra, i al segle xi noves cessions comtals destruïren la primitiva unitat. El castell de Solterra continuà com a centre del terme de Sant Hilari, fins que fou desplaçat per la domus de la Rovira (segles xiii i XIV).
El segle xii era senyorejat pels Queralt, el XIV pels Castellbò i, posteriorment, pels Cabrera. Segons sembla, s'enrunà al segle xv.
Després de la Guerra dels Segadors, es creà el Comtat de Solterra, títol senyorial concedit el 1671 a Joan de Sarriera-Gurb i Descatllar, que apareix com a senyor del castell de Solterra i Batlle general de Catalunya, per haver estat fidel a la corona d'Espanya durant la guerra. Aquest títol quedaria lligat posteriorment a la família Sarriera.
Actualment només resta la base d'una torre circular, que es va aprofitar al voltant del 1950 per aixecar-hi la Creu de les Guilleries, de ferro amb tres grans formigues de forja al peu.